# WASTE
WASTE – program p2p oraz friend-to-friend.
Przedstawiony światu przez Justina Frankela (firma Nullsoft) w 2003 r., umożliwia współdzielenie zasobów małym grupom użytkowników, zapewniając wysoki poziom bezpieczeństwa.

## Opis
Nazwa „WASTE” określa zarówno program jak i protokół umożliwiający wymianę danych pomiędzy małymi grupami zaufanych użytkowników, niezależnie od fizycznej topologii sieci.
System skupia się na zabezpieczeniu łączy, którymi przesyłany jest ruch, wykorzystując w tym celu algorytm RSA oraz uwierzytelnianie sesji. WASTE tworzy sieć z hostów, które są połączone na jak największą liczbę sposobów. Ruch kierowany jest przez ścieżkę o najkrótszym czasie oczekiwania.
Program jest obecnie dostępny pod MS Windows, OS X, Linux, FreeBSD, na licencji GPL (General Public License). Standardowym portem nasłuchowym protokołu "WASTE" jest 1337. 
WASTE dostarcza następujące usługi: komunikator, czat, przeglądarkę oraz wyszukiwarkę plików, transfer plików.

## Architektura sieciowa
WASTE wykorzystuje architekturę rozproszoną. Węzły sieci mogą zarówno rozgłaszać jak i trasować ruch. Sieć zbudowana jest w taki sposób, aby wszystkie usługi mogły w pełni wykorzystywać jej możliwości.
System wykorzystuje trzy główne klasy wiadomości: rozgłoszeniowe, trasowane oraz lokalne wiadomości zarządzające. Struktura wiadomości jest elastyczna i pozostawia mnóstwo miejsca dla nowych typów wiadomości, które mogą pojawić się np. przy nowych usługach.

## Bezpieczeństwo
Każde łącze sieci jest zabezpieczone i uwierzytelnione, lecz wiadomości nie są zabezpieczane w komunikacji punkt-punkt. Oznacza to, że użytkownik sieci może podsłuchiwać wiadomości. Dlatego tak istotną sprawą jest, aby klucze publiczne posiadali tylko zaufani użytkownicy.
Wiadomości w WASTE są w całości wysyłane przez zakodowane kanały, więc bardzo trudno ustalić jaki ruch jest przesyłane w łączu, skąd pochodzi i dokąd zmierza. Ruch jest balansowany pomiędzy wszystkie ścieżki w łączu, tak że nie istnieją nie używane ścieżki. Program wyposażony jest w narzędzie, umożliwiające wypełnienie łącza danymi losowymi, uniemożliwiającymi stwierdzenie ile danych użytecznych zostało rzeczywiście przesłanych.